# Odchylenie prawicowo-nacjonalistyczne
Odchylenie prawicowo-nacjonalistyczne – termin propagandy PRL, użyty po raz pierwszy na plenum sierpniowo-wrześniowym PPR (31 sierpnia – 3 września 1948), w trakcie którego z inicjatywy Jakuba Bermana i Bolesława Bieruta podjęto uchwałę O odchyleniu prawicowym i nacjonalistycznym w kierownictwie partii, wymierzoną przede wszystkim przeciw ówczesnemu I sekretarzowi PPR Władysławowi Gomułce.
Termin ten miał określać i piętnować brak zaangażowania w budowę komunizmu w Polsce, „reakcjonizm” i „zdradę idei klasy robotniczej” oraz sprzeciw wobec idei internacjonalizmu (przede wszystkim działalności Kominformu). Głoszone przez Gomułkę poglądy na temat konieczności odejścia w powojennej Polsce od KPP-owskich dogmatów, sekciarstwa, o potrzebie nawiązania do dorobku niepodległościowo-demokratycznego PPS i rewolucyjno-patriotycznej myśli PPR z lat okupacji napotkały opór tych członków Biura Politycznego KC PPR, dla których zasada dyktatury proletariatu, monopartii, szybkiej likwidacji własności prywatnej w mieście i na wsi należała do podstawowych kanonów marksistowsko-leninowskiej wiary. Gomułce zarzucono „pojednawczy stosunek” wobec kierownictwa Komunistycznej Partii Jugosławii oraz skrytykowano jego błędy w polityce rolnej, fałszywą ocenę historycznych tradycji KPP i PPS, a także, co było swoistym novum, kapitulancką postawę przywódcy PPR w końcowym okresie okupacji hitlerowskiej. Jak uważa Krystyna Kersten, Gomułka i inni działacze z jego najbliższego otoczenia: Władysław Bieńkowski, Aleksander Kowalski, Ignacy Loga-Sowiński zostali oskarżeni o to, że „pragnęli stworzyć władzę komunistyczną w Polsce nie wyłącznie w oparciu o radzieckie czołgi”. Do katalogu zarzutów dołączono także: próbę zbliżenia się do CKL „dywersyjnego tworu Delegatury Londyńskiej powołanego do rozbicia KRN”, szukanie poparcia u prawicy Stronnictwa Ludowego, któremu przewodził Mikołajczyk, oraz brak wiary w zwycięstwo komunistów w pierwszej połowie 1944 roku. Terminu odchylenie prawicowo-nacjonalistyczne używano powszechnie podczas czystek partyjnych, zapoczątkowanych zjednoczeniem PPR z PPS i powstaniem PZPR, których kumulacją było uwięzienie Władysława Gomułki w 1951 r. Uchwała O odchyleniu prawicowym i nacjonalistycznym w kierownictwie partii została zniesiona przez VII Plenum KC PZPR w lipcu 1956, w trakcie którego zrehabilitowano Władysława Gomułkę i Mariana Spychalskiego.
Według historyka Andrzeja Paczkowskiego sformułowanie takich zarzutów było inspirowane przez ZSRR; Józef Stalin stracił zaufanie do Gomułki po wyrażeniu przez niego sprzeciwu wobec powołania Kominformu i połączenia PPR z PPS.